# Cinzano Vermouth
Cinzano Vermouth ist ein italienischer Wermut, d. h. ein mit einem Kräuterauszug u. a. aus Wermutkraut gewürzter Weinaperitif. Das Familienunternehmen Cinzano aus dem Piemont besteht nach eigenen Angaben seit 1757. Seit 1999 gehört das Unternehmen zu Campari.

## Varianten

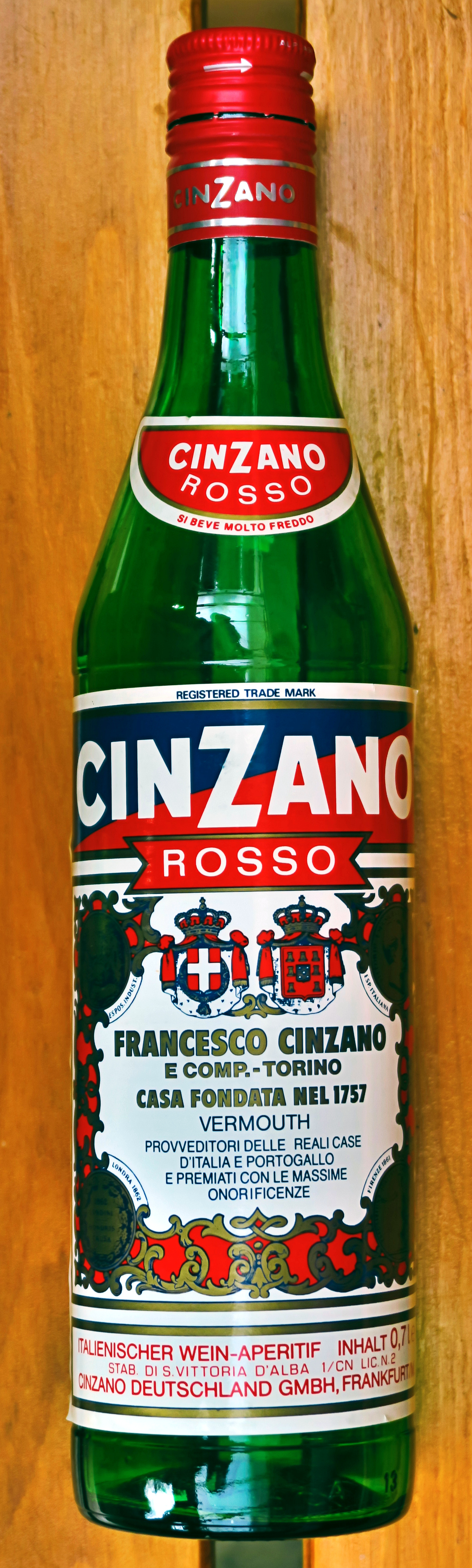
CinZano Rosso
0,7 Liter, ca. 1985

Der Wermut wird in fünf Geschmacksvarianten angeboten:
- Bianco (weiß, herb-süß, Aromen von Zimt und Nelke)
- Rosso (rubinrot, würzig, Aromen von Thymian und Majoran)
- Extra Dry (hell, extra-trocken)
- Limetto (zartgrün, fruchtig, Limonenaroma)
- Orancio (sonnengelb, fruchtig, Aromen von Orange und Vanille)

Als Getränk ist Cinzano Vermouth sowohl als Aperitif, pur oder auf Eis, als auch als Basis von Longdrinks und Cocktails bekannt, die neueren Varianten Orancio und Limetto werden auch als Mischgetränke mit Prosecco serviert. Cinzano Orancio ist überdies als Heißgetränk bekannt.

## Herstellungsprozess
Die Herstellung von Cinzano Vermouth umfasst vier Arbeitsschritte: 
1. Die Zusammenstellung der Ausgangsweine – hauptsächlich piemontesischer Moscato-Weine – zu einer Cuvée (Verschnitt)
2. Die Aromatisierung der Cuvée durch einen Kräuterauszug, der u. a. Wermut enthält
3. Die Schönung und Filtration bzw. Stabilisierung des aromatisierten Weins
4. Die Lagerung der Mischung bis zur Abfüllreife

Cinzano Vermouth besitzt einen Alkoholgehalt von 15 % vol., Cinzano Limetto hat 14,8 % vol.

## Geschichte der Marke und des Unternehmens Cinzano
Cinzano wurde im Jahr 2017 260 Jahre alt. Im Laufe seiner Geschichte hat Cinzano Vermouth sich von einer handwerklich erzeugten, lokalen Spezialität zu einer der größten und bekanntesten Wermutmarken der Welt entwickelt.

### Der Anfang: Ein Handwerksbetrieb in Turin
1757 eröffneten die Brüder Giovanni Giacomo und Carlo Stefano Cinzano – diplomierte Meisterdestillateure – ein kleines Geschäft mit angrenzendem Labor in Turin. Auf den königlichen Anwesen in Santa Vittoria d’Alba entstand später eine eigene Produktions- und Entwicklungsstätte für Wein und Sekt. Mitte des 19. Jahrhunderts beauftragte der König von Piemont-Sardinien die Firma, einen dem französischen Champagner ebenbürtigen Schaumwein herzustellen. Dazu vergrößerte sich das Unternehmen mit einem zusätzlichen Standort in Santo Stefano Belbo und einer Niederlassung im französischen Chambéry.

### Industrielle Produktion
1893 kaufte die Familie Cinzano den königlichen Besitz in Santa Vittoria d’Alba und begann dort mit der industriellen Produktion. Schon zuvor hatte man die enorme Bedeutung der Werbung für den wirtschaftlichen Erfolg eines Produktes erkannt. 1898 startete Cinzano Vermouth eine der langlebigsten Werbekampagnen der Welt: In der Ausgabe des in Livorno erscheinenden Il Telegrafo vom 8./9. Dezember wurde die erste Werbeanzeige der Marke abgedruckt.

### Bis zum Ersten Weltkrieg

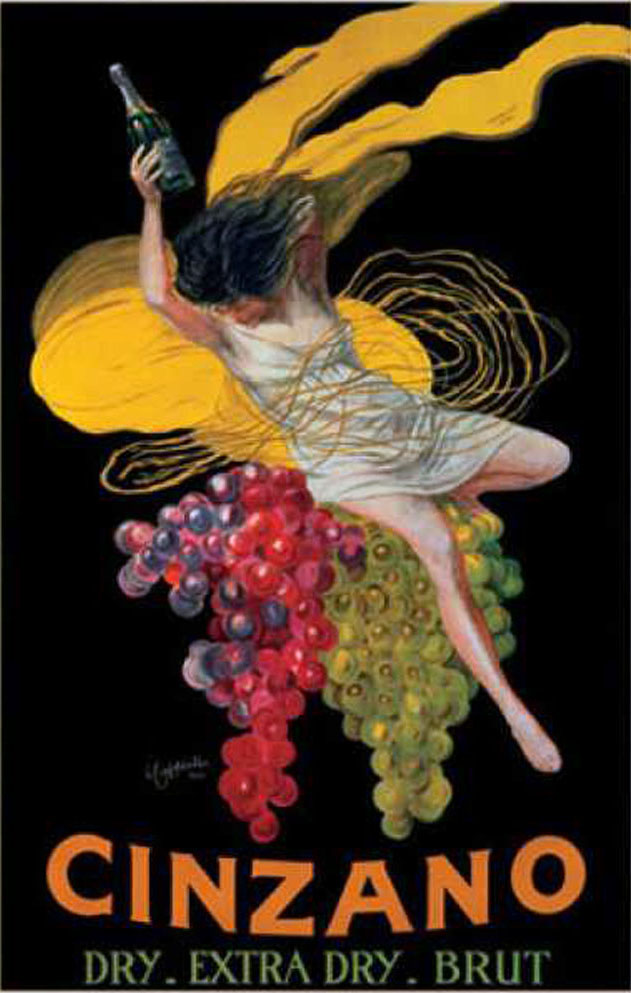
Cinzano-Werbeplakat von 1920

Auf Plakaten und in Anzeigen präsentierte sich Cinzano Vermouth in der Folgezeit als Stilikone: Berühmte Künstler und Illustratoren wurden für die wirkungsvolle Produktpräsentation gewonnen, so beispielsweise Leonetto Cappiello, der in den folgenden Jahren eine Reihe bemerkenswerter Werbekunstwerke schuf. Aufsehen erregte 1911 der Einsatz eines Flugzeugs, das über Mailand Tausende von Cinzano-Vermouth-Werbekarten abwarf. Francesco Cinzano belieferte auch den Wiener Hof als k.u.k. Hoflieferant.

### Zwischenkriegszeit
Enrico Marone Cinzano führte das expandierende Familienunternehmen in den schwierigen Zeiten zwischen dem Ende des ersten und dem Beginn des Zweiten Weltkriegs. Über Anzeigen-Kunstwerke in populären Zeitschriften erreichte die Marke ihr wachsendes Publikum, wobei die „Golden Twenties“ eine besonders produktive Phase darstellten. Cinzano sprach nun gezielt Frauen an und betätigte sich als Sponsor im Sport. 1925 entstand das bekannte Logo mit dem roten und blauen Hintergrund.

### Aufbaujahre
In der zweiten Hälfte des zwanzigsten Jahrhunderts betrieb Cinzano Vermouth eine Firmenpolitik der Expansion: Ende der 1950er Jahre besaß das Unternehmen 11 Niederlassungen in Europa, Australien und Südamerika und Partnerschaften in 19 Ländern. Zur Werbung wurde auch Produktplatzierung eingesetzt. Der Film The Secret of Victory von Stanley Kramer mit Anthony Quinn, Anna Magnani und Virna Lisi in den Hauptrollen beleuchtet die Geschichte der Cinzano-Produktionsstätte in Santa Vittoria d’Alba während der deutschen Besatzung 1943. In den 1960er Jahren machte die Schlagersängerin Rita Pavone den Trinkspruch Cin Cin…Cinzano in aller Welt bekannt. Ein Jahrzehnt später spielten Leonard Rossiter und Joan Collins in einer Serie von Slapstick-Sketchen, die im Jahr 2000 von der Sunday Times und Channel 4 auf Platz 11 der besten je fürs Fernsehen gedrehten Werbefilme gewählt wurden.

### Kauf durch Campari
Seit 1999 gehört Cinzano Vermouth zur Gruppo Campari. Besonders hoch sind nach Unternehmensangaben die Verkäufe der Sorte Cinzano Bianco und der Sorten Limetto (seit 2003) und Orancio (seit 1995). Im Juni 2025 wurde der Verkauf der Marke an die familiengeführte Caffo Group 1915 unterzeichnet. Die Transaktion soll Ende 2025 abgeschlossen werden.